# Ensign N180
Chronologie des modèles (1980)
Ensign N179 Ensign N180B
L'Ensign N180 est une monoplace de Formule 1 engagée par l'écurie britannique Ensign dans le cadre du championnat du monde de Formule 1 1980. Elle est successivement pilotée par le Suisse Clay Regazzoni, le Britannique Tiff Needell et le Néerlandais Jan Lammers. En fin de saison, une seconde monoplace est confiée au Britannique Geoff Lees.

## Résultats en championnat du monde de Formule 1

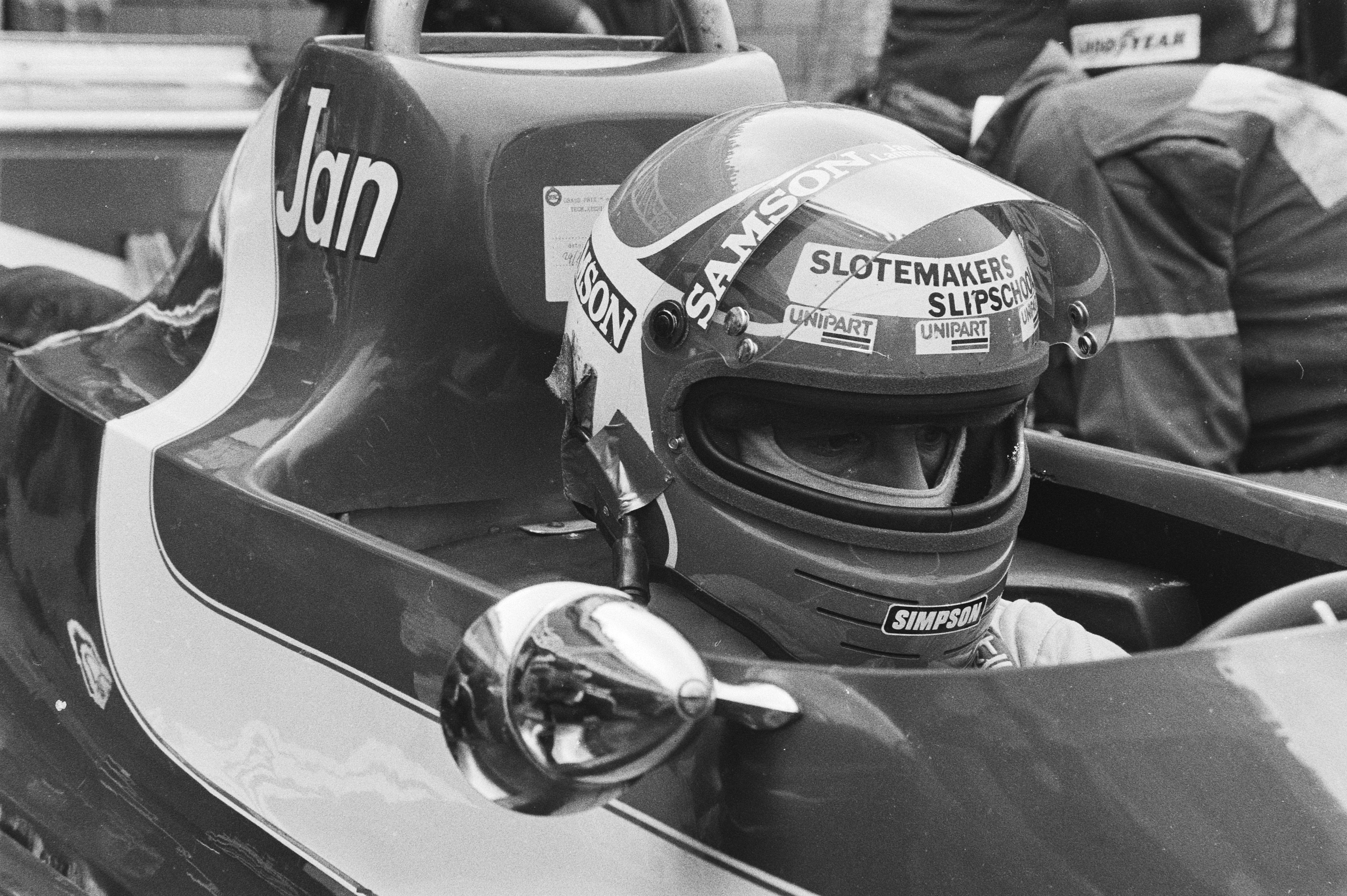
Jan Lammers au volant de l'Ensign N180 lors du Grand Prix des Pays-Bas 1980.

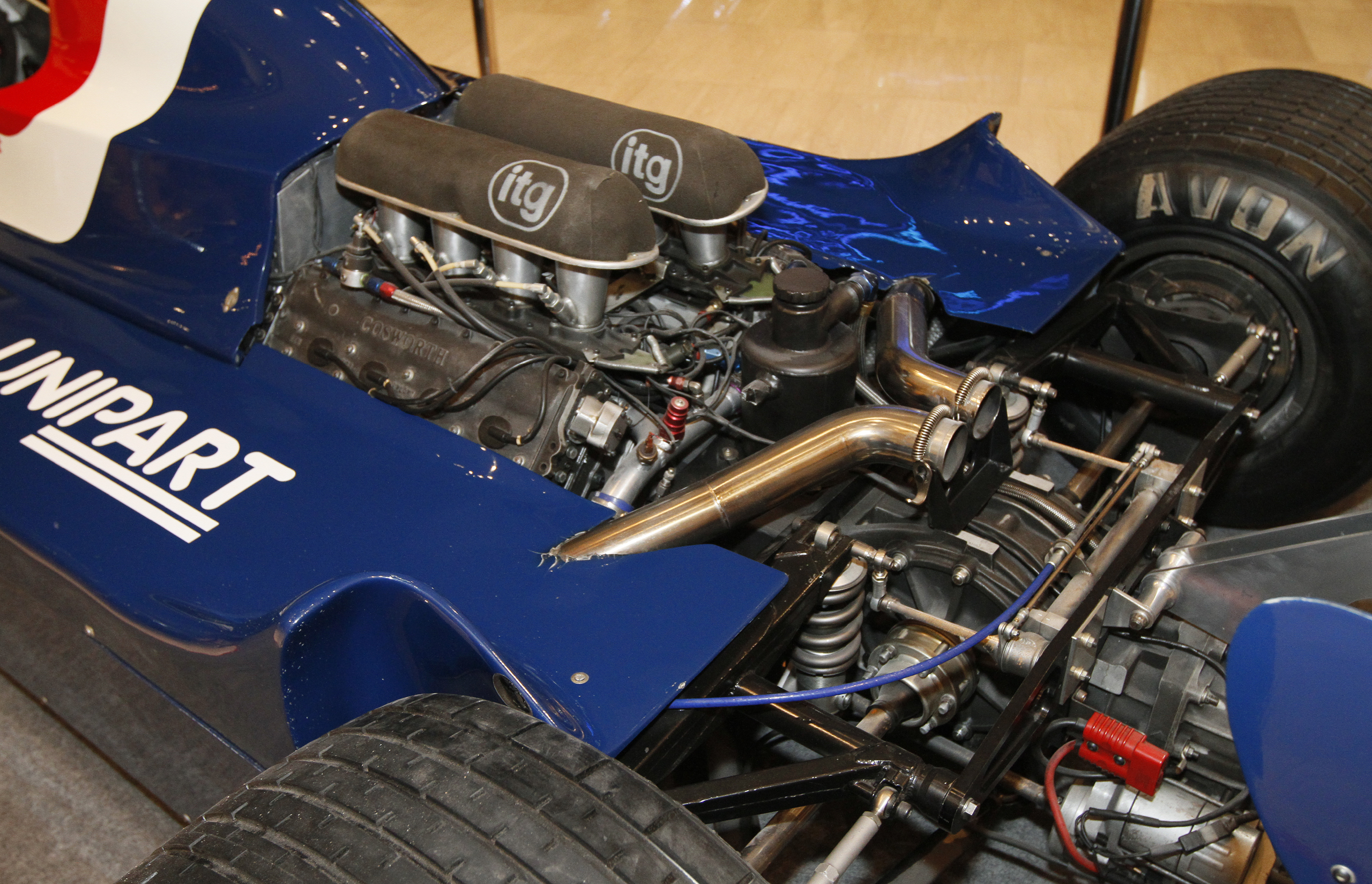
Le moteur V8 Ford-Cosworth DFV propulsant l'Ensign N180.

| Saison | Écurie              | Moteur               | Pneus    | Pilotes        | Courses | Courses | Courses | Courses | Courses | Courses | Courses | Courses | Courses | Courses | Courses | Courses | Courses | Courses | Points inscrits | Classement |
| Saison | Écurie              | Moteur               | Pneus    | Pilotes        | 1       | 2       | 3       | 4       | 5       | 6       | 7       | 8       | 9       | 10      | 11      | 12      | 13      | 14      | Points inscrits | Classement |
| ------ | ------------------- | -------------------- | -------- | -------------- | ------- | ------- | ------- | ------- | ------- | ------- | ------- | ------- | ------- | ------- | ------- | ------- | ------- | ------- | --------------- | ---------- |
| 1980   | Unipart Racing Team | Ford Cosworth DFV V8 | Goodyear |                | ARG     | BRÉ     | AFS     | EUO     | BEL     | MON     | FRA     | GBR     | ALL     | AUT     | P-B     | ITA     | CAN     | EUE     | 0               | 13e        |
| 1980   | Unipart Racing Team | Ford Cosworth DFV V8 | Goodyear | Clay Regazzoni | Nc      | Abd     | 9e      | Abd     |         |         |         |         |         |         |         |         |         |         | 0               | 13e        |
| 1980   | Unipart Racing Team | Ford Cosworth DFV V8 | Goodyear | Tiff Needell   |         |         |         |         | Abd     | Nq      |         |         |         |         |         |         |         |         | 0               | 13e        |
| 1980   | Unipart Racing Team | Ford Cosworth DFV V8 | Goodyear | Jan Lammers    |         |         |         |         |         |         | Nq      | Nq      | 14e     | Nq      | Nq      | Nq      | 12e     | Abd     | 0               | 13e        |
| 1980   | Unipart Racing Team | Ford Cosworth DFV V8 | Goodyear | Geoff Lees     |         |         |         |         |         |         |         |         |         |         | Abd     | Nq      |         |         | 0               | 13e        |

Légende : ici 